# World RX de Bélgica 2021
El World RX de Bélgica 2021, originalmente Benelux World RX of Spa-Francorchamps fue la sexta prueba de la Temporada 2021 del Campeonato Mundial de Rallycross. Se celebró del 9 al 10 de octubre de 2021 en el Circuito de Spa-Francorchamps ubicado en la comuna de Francorchamps, Provincia de Lieja, Bélgica.
El ganador de la prueba fue el sueco, Johan Kristoffersson quien consiguió su segunda victoria consecutiva de la temporada y la segunda victoria en esta prueba tras la conseguida en 2017. Fue acompañado en el podio por el menor de los Hansen, Kevin y por el húngaro, Krisztián Szabó quien consiguió el primer podio en su carrera y se convirtió en el primer húngaro en subir al podio en el Campeonato Mundial de Rallycross.
En el RX2e, el local Guillaume De Ridder se convvirtió en profeta en su tierra al imponerse en el mítico Spa. Fue acompañado en el podio por el finés Jesse Kallio y por el sueco Isak Sjökvist.

## RX1

### Series
| Pos. | N.º | Piloto               | Equipo                          | Auto                   | Q1   | Q2   | Q3   | Q4   | Pts |
| ---- | --- | -------------------- | ------------------------------- | ---------------------- | ---- | ---- | ---- | ---- | --- |
| 1    | 69  | Kevin Abbring        | UNKORRUPTED                     | Renault Mégane R.S.    | 1.º  | 11.º | 5.º  | 1.º  | 16  |
| 2    | 1   | Johan Kristoffersson | KYB EKS JC                      | Audi S1 EKS RX Quattro | 2.º  | 1.º  | 4.º  | 7.º  | 15  |
| 3    | 21  | Timmy Hansen         | Hansen World RX Team            | Peugeot 208            | 5.º  | 2.º  | 2.º  | 3.º  | 14  |
| 4    | 68  | Niclas Grönholm      | GRX-Set World RX Team           | Hyundai i20            | 8.º  | DNF  | 1.º  | 2.º  | 13  |
| 5    | 9   | Kevin Hansen         | Hansen World RX Team            | Peugeot 208            | 4.º  | 10.º | 3.º  | 5.º  | 12  |
| 6    | 23  | Krisztián Szabó      | GRX-Set World RX Team           | Hyundai i20            | 6.º  | 4.º  | 8.º  | 4.º  | 11  |
| 7    | 44  | Timo Scheider        | ALL-INKL.COM Münnich Motorsport | SEAT Ibiza             | 3.º  | 6.º  | 6.º  | 9.º  | 10  |
| 8    | 91  | Enzo Ide             | KYB EKS JC                      | Audi S1 EKS RX Quattro | 9.º  | 3.º  | 10.º | 6.º  | 9   |
| 9    | 92  | Anton Marklund       | Hedströms Motorsport            | Hyundai i20            | 7.º  | 7.º  | 7.º  | 8.º  | 8   |
| 10   | 18  | Juha Rytkönen        | Juha Rytkönen                   | Ford Fiesta            | 10.º | 5.º  | 9.º  | 10.º | 7   |
| 11   | 84  | Hervé Knapick        | Hervé Knapick                   | Citroën DS3            | 12.º | 9.º  | 11.º | 11.º | 6   |
| 12   | 2   | Ollie O'Donovan      | Ollie O'Donovan                 | Ford Fiesta RX1        | 11.º | 8.º  | DNF  | DNS  | 5   |

### Semifinales
Semifinal 1
| Pos. | N.º | Piloto         | Equipo                          | Tiempo     | Pts |
| ---- | --- | -------------- | ------------------------------- | ---------- | --- |
| 1    | 21  | Timmy Hansen   | Hansen World RX Team            | 03:13.224  | 6   |
| 2    | 9   | Kevin Hansen   | Hansen World RX Team            | +2.510     | 5   |
| 3    | 92  | Anton Marklund | Hedströms Motorsport            | +4.222     | 4   |
| 4    | 84  | Hervé Knapick  | Hervé Knapick                   | +12.780    | 3   |
| 5    | 69  | Kevin Abbring  | UNKORRUPTED                     | +2 vueltas | 2   |
| 6    | 44  | Timo Scheider  | ALL-INKL.COM Münnich Motorsport | +3 vueltas | 1   |

Semifinal 2
| Pos. | N.º | Piloto               | Equipo                | Tiempo     | Pts |
| ---- | --- | -------------------- | --------------------- | ---------- | --- |
| 1    | 1   | Johan Kristoffersson | KYB EKS JC            | 03:13.105  | 6   |
| 2    | 23  | Krisztián Szabó      | GRX-Set World RX Team | +2.648     | 5   |
| 3    | 91  | Enzo Ide             | KYB EKS JC            | +3.974     | 4   |
| 4    | 68  | Niclas Grönholm      | GRX-Set World RX Team | +4.973     | 3   |
| 5    | 18  | Juha Rytkönen        | Juha Rytkönen         | +5.674     | 2   |
| 6    | 2   | Ollie O'Donovan      | Ollie O'Donovan       | +2 vueltas | 1   |

### Final
| Pos. | N.º | Piloto               | Equipo                | Tiempo    | Pts |
| ---- | --- | -------------------- | --------------------- | --------- | --- |
| 1    | 1   | Johan Kristoffersson | KYB EKS JC            | 03:10.857 | 8   |
| 2    | 9   | Kevin Hansen         | Hansen World RX Team  | +2.601    | 5   |
| 3    | 23  | Krisztián Szabó      | GRX-Set World RX Team | +5.338    | 4   |
| 4    | 21  | Timmy Hansen         | Hansen World RX Team  | +5.663    | 3   |
| 5    | 91  | Enzo Ide             | KYB EKS JC            | +6.119    | 2   |
| 6    | 92  | Anton Marklund       | Hedströms Motorsport  | +6.648    | 1   |

## RX2e

### Series
| Pos. | N.º | Piloto              | Equipo                   | Auto          | Q1  | Q2   | Q3   | Q4   | Pts |
| ---- | --- | ------------------- | ------------------------ | ------------- | --- | ---- | ---- | ---- | --- |
| 1    | 47  | Jesse Kallio        | Olsbergs MSE             | OMSE QEV RX2e | 2.º | 1.º  | 2.º  | 2.º  | 16  |
| 2    | 96  | Guillaume De Ridder | Guillaume De Ridder      | OMSE QEV RX2e | 5.º | 6.º  | 1.º  | 1.º  | 15  |
| 3    | 82  | Isak Sjökvist       | Olsbergs MSE             | OMSE QEV RX2e | 1.º | 2.º  | 4.º  | 5.º  | 14  |
| 4    | 12  | Klara Andersson     | Olsbergs MSE             | OMSE QEV RX2e | 3.º | 4.º  | 3.º  | 7.º  | 13  |
| 5    | 13  | Patrick O'Donovan   | Patrick O'Donovan        | OMSE QEV RX2e | 4.º | 8.º  | 9.º  | 3.º  | 12  |
| 6    | 5   | Pablo Suárez        | Monlau Compéticion       | OMSE QEV RX2e | 6.º | 3.º  | 10.º | 6.º  | 11  |
| 7    | 22  | Christine GZ        | Xite Energy Racing       | OMSE QEV RX2e | 7.º | 5.º  | 7.º  | 9.º  | 10  |
| 8    | 121 | Conner Martell      | Olsbergs MSE             | OMSE QEV RX2e | DNF | 9.º  | 6.º  | 4.º  | 9   |
| 9    | 28  | Filip Thorén        | Olsbergs MSE             | OMSE QEV RX2e | 8.º | 7.º  | 5.º  | 10.º | 8   |
| 10   | 44  | Laia Sanz           | Acciona \| Sainz XE Team | OMSE QEV RX2e | 9.º | 10.º | 8.º  | 8.º  | 7   |

### Semifinales
Semifinal 1
| Pos. | N.º | Piloto            | Equipo             | Tiempo     | Pts |
| ---- | --- | ----------------- | ------------------ | ---------- | --- |
| 1    | 47  | Jesse Kallio      | Olsbergs MSE       | 02:18.480  | 6   |
| 2    | 82  | Isak Sjökvist     | Olsbergs MSE       | +2.089     | 5   |
| 3    | 28  | Filip Thorén      | Olsbergs MSE       | +6.087     | 4   |
| 4    | 22  | Christine GZ      | Xite Energy Racing | +1 vuelta  | 3   |
| 5    | 13  | Patrick O'Donovan | Patrick O'Donovan  | +3 vueltas | 2   |

Semifinal 2
| Pos. | N.º | Piloto              | Equipo                   | Tiempo    | Pts |
| ---- | --- | ------------------- | ------------------------ | --------- | --- |
| 1    | 96  | Guillaume De Ridder | Guillaume De Ridder      | 03:22.554 | 6   |
| 2    | 5   | Pablo Suárez        | Monlau Compéticion       | +2.813    | 5   |
| 3    | 12  | Klara Andersson     | Olsbergs MSE             | +3.258    | 4   |
| 4    | 121 | Conner Martell      | Olsbergs MSE             | +4.997    | 3   |
| 5    | 44  | Laia Sanz           | Acciona \| Sainz XE Team | +7.441    | 2   |

### Final
| Pos. | N.º | Piloto              | Equipo              | Tiempo    | Pts |
| ---- | --- | ------------------- | ------------------- | --------- | --- |
| 1    | 96  | Guillaume De Ridder | Guillaume De Ridder | 03:21.816 | 8   |
| 2    | 47  | Jesse Kallio        | Olsbergs MSE        | +1.078    | 5   |
| 3    | 82  | Isak Sjökvist       | Olsbergs MSE        | +1.758    | 4   |
| 4    | 12  | Klara Andersson     | Olsbergs MSE        | +3.021    | 3   |
| 5    | 5   | Pablo Suárez        | Monlau Compéticion  | +6.216    | 2   |
| 6    | 28  | Filip Thorén        | Olsbergs MSE        | +10.558   | 1   |

## Campeonatos tras la prueba
| Pos | Piloto               | Pts | Dif |
| --- | -------------------- | --- | --- |
| 1   | Timmy Hansen         | 151 |     |
| 2   | Johan Kristoffersson | 139 | +12 |
| 3   | Kevin Hansen         | 136 | +15 |
| 4   | Niclas Grönholm      | 123 | +28 |
| 5   | Krisztián Szabó      | 108 | +43 |

| Pos | Piloto              | Pts | Dif |
| --- | ------------------- | --- | --- |
| 1   | Guillaume De Ridder | 105 |     |
| 2   | Jesse Kallio        | 96  | +9  |
| 3   | Patrick O'Donovan   | 59  | +46 |
| 4   | Pablo Suárez        | 59  | +46 |
| 5   | Isak Sjökvist       | 56  | +49 |

- Nota: Sólo se incluyen las cinco posiciones principales.